# Luca Maria Bianchi
Luca Maria Silvio Francesco Bianchi (Milano, 18 maggio 1957) è uno storico della filosofia, saggista e medievista italiano.

## Biografia
Dopo aver frequentato il liceo ginnasio "Alessandro Manzoni" di Milano, si è laureato in filosofia presso l'Università degli Studi di Milano nel 1981. In seguito ha ottenuto il titolo di dottore di ricerca (Ph.D.) sempre in filosofia e ha avuto una borsa di studio presso l'Università di Louvain-la-Neuve, con cui ha proseguito le proprie ricerche storico-filosofiche. Ha in seguito svolto l'attività di ricercatore, per un quinquennio, presso il Centro di Studi del Pensiero Filosofico del Cinquecento e del Seicento del Consiglio Nazionale delle Ricerche (CNR).
A seguito del relativo concorso, è divenuto professore associato dapprima, dal 1993 al 1998, presso l'Università degli Studi di Padova e poi nella sede vercellese dell'Università degli Studi del Piemonte Orientale. Nell'anno accademico 1993/94 è stato anche Professore di Storia della filosofia presso la IULM, Libera Università di Lingue e Comunicazione di Milano. Nel 2001 è divenuto professore ordinario di storia della filosofia medievale nell'Università degli Studi del Piemonte Orientale, per poi proseguire le sue attività nel medesimo ruolo e per la stessa disciplina, dal 2016, presso l'Università degli Studi di Milano.
Nel 2017 à divenuto Direttore del Dipartimento di Filosofia “Piero Martinetti” dell'Università degli Studi di Milano.
Nel corso della sua carriera accademica ha svolto ricerche che hanno condotto alla pubblicazione di numerosi saggi di diffusione internazionale sul pensiero dell'età medievale, umanistica e rinascimentale.
Ha inoltre ricoperto il ruolo di vicepresidente della Società Italiana per lo Studio del Pensiero Medievale (SISPM) ed è membro del comitato scientifico di diverse riviste e collane editoriali specializzate, nonché condirettore di due collane per l'editore belga Brepols, noto per le vaste pubblicazioni scientifiche in ambito filosofico.

## Ambito di studi
Luca Bianchi si è occupato soprattutto della storia della filosofia di epoca tardo-medievale e umanistica, con un particolare interesse per la tradizione aristotelica e averroista occidentali di questo periodo storico.
Si è anche occupato di storia della filosofia naturale e del rapporto tra le istituzioni scolastiche e universitarie e la cultura filosofica, sempre in rapporto all'età del basso medioevo, dell'umanesimo e del rinascimento.
In tale ambito sono state di particolare rilievo e di ampia diffusione le sue ricerche sulle proibizioni all'insegnamento di alcune dottrine aristoteliche emanate dalle autorità religiose parigine nel corso del Duecento.